# Евровалюта
Евровалюта — валюта, которая размещается в форме депозита в иностранных банках, расположенных за пределами страны-эмитента данной валюты.
Приставка «евро» совсем не означает того, что указанная валюта находится в Европе, что ею владеют европейцы или что она размещена в европейском банке. Это свидетельствует лишь о том, что территориальное размещение банка, который принимает вложение, не совпадает с территорией, где валюта эмитирована и является законным платёжным средством. Так, евродоллар — это доллар, размещённый в банке вне территории США, например, доллары в бразильском или в японском банке. Операция с евродолларом не регламентируется со стороны США (страны — эмитента валюты). Приставка «евро» свидетельствует о том, что валюта вышла из-под контроля национальных валютных органов, в частности центрального банка-эмитента.
Гражданство или постоянное местожительство вкладчика не влияют на определение, получит ли валюта приставку «евро». Довольно часто вложение делается резидентом страны-эмитента указанной валюты (например, американец открывает долларовый депозит в России). И наоборот, доллар, размещенный в США немцем, даже в иностранном банке (например, в отделении немецкого банка), не будет называться евродолларом. Такая операция является внутренним вложением, которое полностью подпадает под действие законодательства США.
К евровалюте относят также средства, которые банк аккумулирует для своих клиентов в валюте, которая отличается от валюты страны местонахождения данного банка.
Самой распространенной евровалютой являются евродоллары. Кроме них существуют еврофранки, еврофунты, евройены и другие.
Рынки евровалюты и еврооблигаций имеют преимущество в том, что они значительно меньше подпадают под регулирование законодательством страны-эмитента валюты, в том числе размер процентной ставки и требований резервирования.